# Gore-Booth (Stradivarius)
Le Gore-Booth, également appelé, de 1890 à 1956, baron Rothschild, est un violoncelle construit par Antonio Stradivari en 1710. En 1938, la famille Rothschild, propriétaire de l'instrument, avait prêté à vie le violoncelle à Gustav Bloch-Bauer. Lors de l'anschluss de l'Autriche, il est aryanisé par les Nazis. Le violoncelle, toujours détenu par les autorités allemandes, est restitué à Clarice von Rothschild en 1956. Il est mis en vente chez Sotheby's en 1978. Son dernier propriétaire était le violoncelliste suisse Rocco Filippini (en).

## Historique

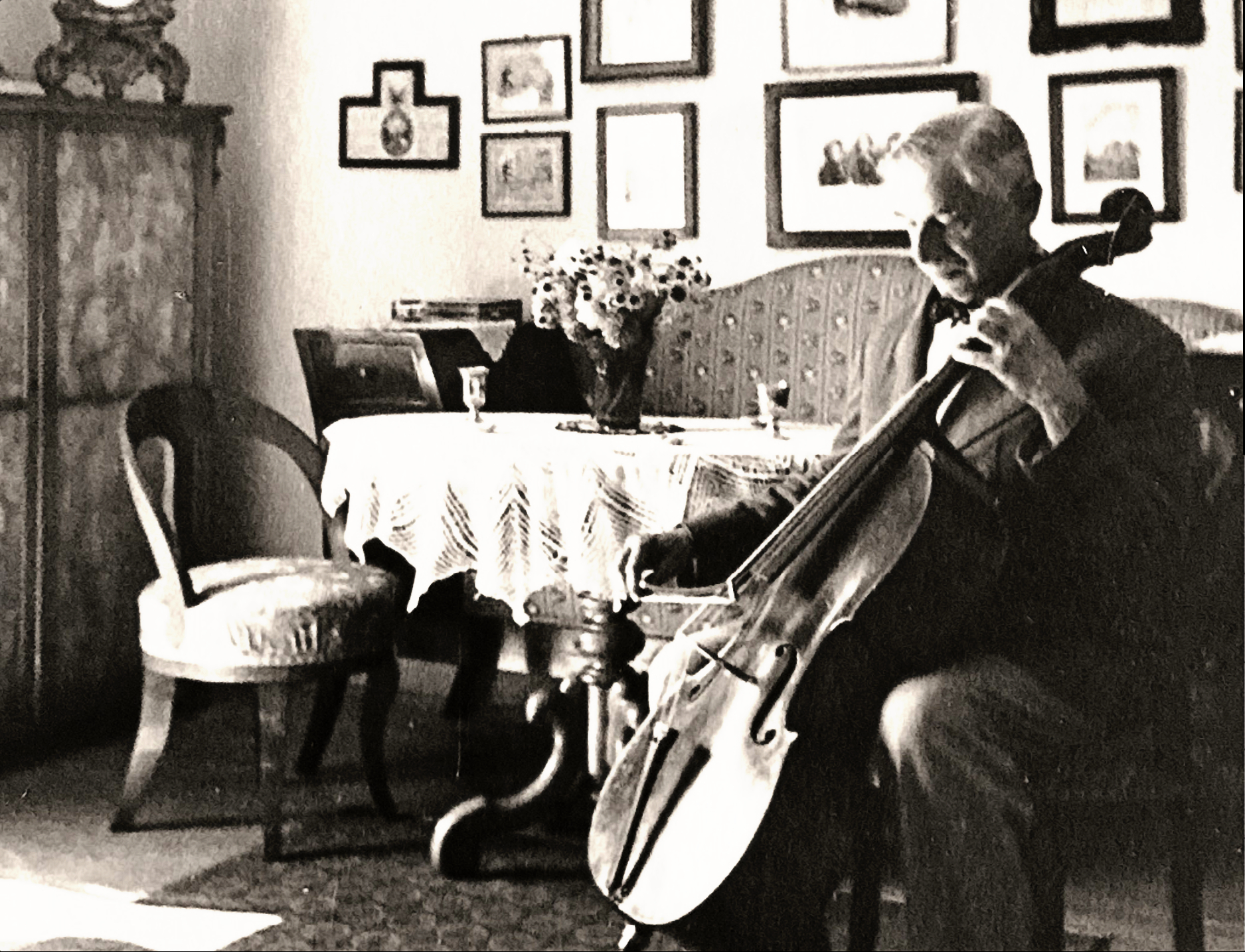
Gustav Bloch-Bauer (1862-1938) jouant du violoncelle vers 1935.

Le violoncelle Gore-Booth a été fabriqué à Crémone par Antonio Stradivari en 1710. 
Le premier propriétaire est un irlandais, violoncelliste amateur, Sir Robert Gore-Booth. À sa mort, le collectionneur d'instruments à cordes et ami du luthier français Jean-Baptiste Vuillaume, David Laurie (en) le détint, à Glasgow, jusqu'en 1890, date à laquelle il fut acquis par le baron Nathaniel Mayer von Rothschild (en) qui le cède à sa mort en 1905 à Alphonse Mayer von Rothschild. Ce dernier prêta « à vie » le violoncelle à son ami, Gustav Bloch-Bauer, le beau-frère d'Adele Bloch-Bauer, la muse de Gustav Klimt.
En mars 1938, l'Autriche est annexée par les Nazis lors de l'Anschluss. Comme l'ensemble des Juifs,  Alphonse Mayer von Rothschild est tenu de déclarer son patrimoine à l'occupant, dont le violoncelle Stradivarius qui est saisi chez Gustav Bloch-Bauer. Ce dernier, violoncelliste passionné, ne s'en remettra pas. Il meurt d'une crise cardiaque quelques semaines plus tard. La gestapo se rend également chez son frère, Ferdinand Bloch-Bauer pour y saisir des œuvres de Klimt dont le Portrait d'Adele Bloch-Bauer I qui ne sera restitué à sa nièce qu'après une importante lutte juridique contre l'Autriche.
Les autorités allemandes détiennent le violoncelle durant toute la guerre et même au-delà puisqu'il ne sera restitué à la famille de Rothschild qu'en 1956. L'épouse d'Alphonse Mayer von Rothschild, Clarice von Rothschild, née Sebag-Montefiore, récupère ainsi le précieux instrument et l'emmène à New York. 

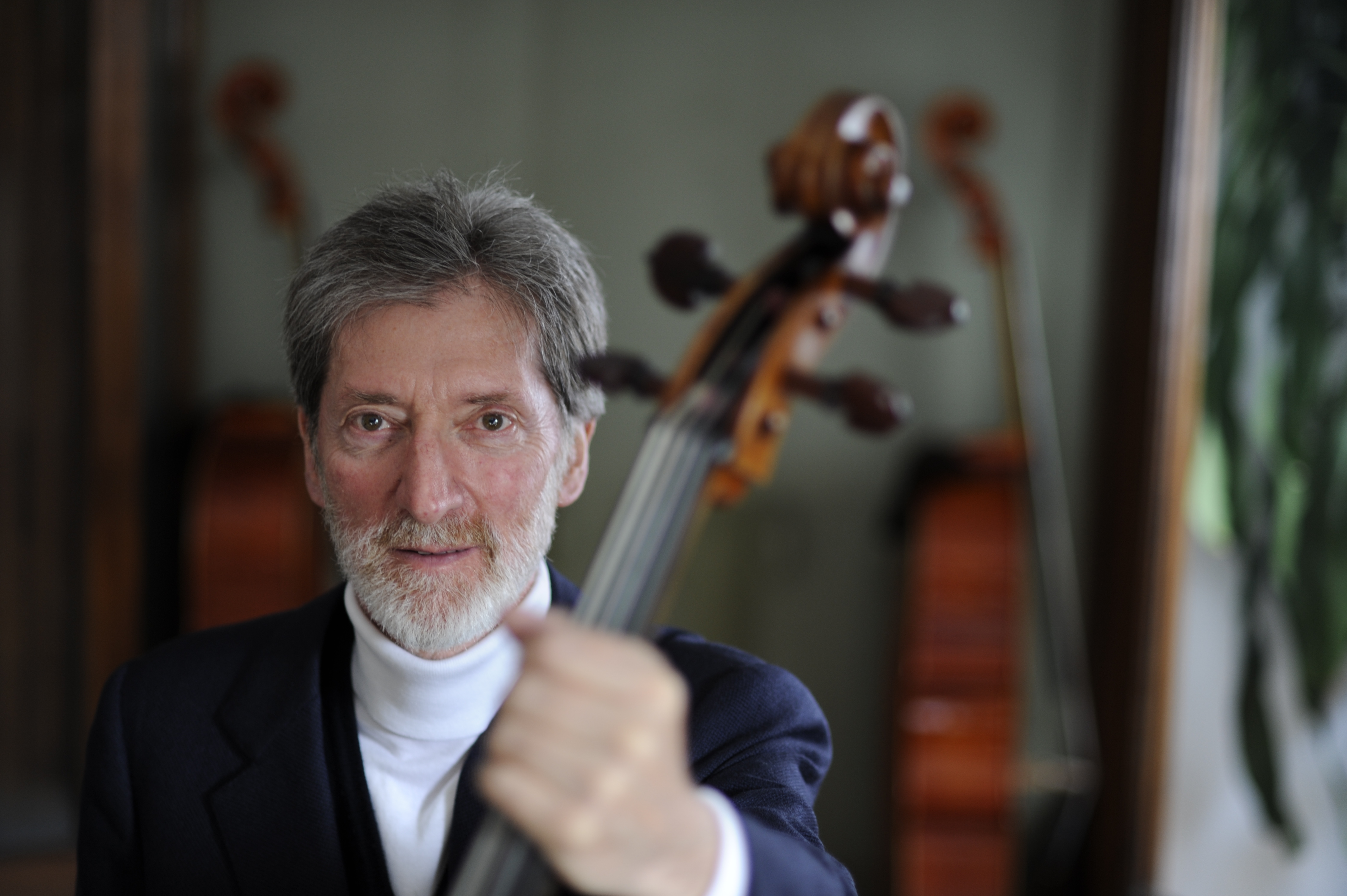
Rocco Filippini et son violoncelle Stradivarius en 2009.

Il est acquis la même année par la Rembert Wurlitzer Company (en) de New York qui s'était spécialisée dans la restauration et le négoce d'instruments d'exception. Il change à nouveau de main en 1956 et est acquis par F. W. Friedler et part pour Mexico.
Il est ensuite détenu par le négociant en instruments à cordes installé à Manhattan, Jacques Français. En 1963, il est acquis par le chef d'orchestre New Yorkais Alfred Wallenstein. De 1970 à 1978, il est détenu par Irvine P. Tushinki qui le met en vente chez Sotheby's. Il est acquis par le négociant Peter Biddulph. Son dernier propriétaire était le violoncelliste suisse Rocco Filippini (en),.

## Bibliographie

Il comporte toujours son étiquette d'origine (ici un facsimilé) : Antonius Stradiuarius, Cremonensis, Faciebat Anno 1710.